# Bodens HF
Le Bodens HF est un club de hockey sur glace de Boden en Suède. Il évolue en Division 1, troisième échelon suédois.

## Historique
Le club est créé en 2005.

## Palmarès
- Aucun titre.